# Katya Derevko
Yekaterina "Katya" Derevko, alias el Gorrión Negro, es la segunda de las tres hermanas Derevko en ser introducidas en la serie de televisión de Alias. Katya Derevko está interpretada por la modelo y actriz de cine y televisión Isabella Rossellini.

## Biografía
Katya hizo su primera aparición durante la tercera temporada, enviada por Irina Derevko en respuesta a la petición de ayuda de Jack Bristow pues Sydney Bristow y Michael Vaughn se encuentran presos en una prisión norcoreana y está prevista su ejecución.
En el transcurso de la búsqueda de Nadia Santos después de su rapto en la tercera temporada, Sydney y Vaughn descubren los archivos de vídeo de Nadia como un pequeño niño en una base militar rusa abandonada, la cual, antes había sido el centro soviético de investigación de Rambaldi. Katya y un número de guardias rusos se enfrentan a ellos, pero Katya duerme a los guardias, alcanzándolos con dardos tranquilizante, pudiendo escapar los tres de la base militar.
Tras el rescate de Nadia, Vaughn rastrea a su Mujer Lauren Reed. Tras capturarla, la golpea y está a punto de matarla cuando Katya interviene, apuñalando a Vaughn por la espalda y liberando a Lauren. 
Tras la pista de El Pacto Sydney se traslada a Palermo encontrándose con Katya. Tras una conversación Katya intenta pegarle un tiro (confirmándole a Sydney que ella está aliada con El Pacto) pero Sydney había quitado las balas del arma de Katya. Sydney golpea dispara a Katia un dardo tranquilizante siendo detenida y puesta bajo custodia federal.
Nada se sabe de Katya hasta que en la cuarta temporada, Nadia la visita en la prisión buscando aprender más sobre la madre que nunca conoció. Katya come un chocolate que Nadia le trae, provocando una reacción alérgica casi fatal con el fin de demostra hasta donde es capaz de llegar para que Sydney la visite. Sydney finalmente cede y va a la enfermería de la prisión para pedirle que no acepte más las visitas de Nadia. Katya le dice que nunca tuvo la intención hacerle daño en Palermo, y que Irina nunca contrato a nadie para intentar matarla. Irina había intentado ponerse en contacto con Katya, pero alguien las interceptó. Katya pide a Sydney recuperar el mensaje de Irina, que está en el contenido en una vieja caja de música. Sydney recupera la caja y recupera el mensaje, que le conduce a registros de depósito a nombre de Arvin Sloane. Sydney informa Katya que los registros exoneran a Irina e implican Sloane (posteriormente se supo que todo etuvo orquestado por Elena Derevko).
La incursión de Elena en el Departamento de Investigación Especial y con Katya como única Derevko a la que tener acceso, Jack la visita en la prisión buscando información sobre el paradero y las operaciones de Elena. A cambio él promete hacer todo lo que esté en su poder de asegurar para ella un perdón y su liberación. Katya le dice que la base de operaciones de Elena está en Praga, pero que sólo Irina conocía el juego final de Elena y como parárselo.
Se desconoce si Jack solicitó el perdón y la liberación de Katya tampoco es conocido su estado actual.

## Hermanas

### Irina Derevko
Irina Derevko, interpretada por Lena Olin, es la más conocida de las hermanas Derevko. Irina Derevko (también conocida como Laura Bristow), nació el 22 de marzo de 1950 en Moscú, Unión Soviética, pronto pasó a formar parte de la KGB y le fue encomendada la misión de ir a los Estados Unidos, casarse con el agente de la CIA Jack Bristow y conseguir toda clase de información sobre la inteligencia americana y en especial sobre el Proyecto Navidad. Espía, madre y esposa, gran parte de la trama de Alias gira en torno a ella. La verdad lleva tiempo.

### Elena Derevko
Elena Derevko es considerada como la más despiadada de las tres hermanas Derevko. Elena Derevko está interpretada por Sonia Braga. La primera vez que sabemos de Elena es cuando Jack Bristow se encuentra con Katya durante la tercera temporada. Las hermanas Derevko son una parte central en el final de la cuarta temporada de Alias, con las acciones que Elena lleva a cabo, afecta gravemente las vidas de sus dos sobrinas Sydney Bristow y Nadia Santos.
- Datos: Q6271600